# 초고경도 다이아몬드
초고경도 다이아몬드(영어: Nanocrystalline Diamond, Aggreagated diamond nanorod) 또는 나노다이아몬드(Nanodiamond)는 다이아몬드보다 더 단단한 물질 중 하나이며, 모스 경도는 다이아몬드보다 1.7~5.2%(10.17~10.52) 높다. 제작법은 풀러렌에 열을 가하지 않고 ~37기가파스칼의 압력을 가하거나, 또는 그보다 좀 더 낮은 2~20기가파스칼의 압력과 300~2500도의 열을 가하는 것이다.